# Regimiento de Caballería «Farnesio» n.º 12
El Regimiento de caballería «Farnesio» n.º 12, también denominado Regimiento de caballería de reconocimiento «Farnesio» n.º 12, es un regimiento de caballería española. Desde 2016 pertenece a la Brigada «Galicia» VII, y en el pasado a la desaparecida División Mecanizada Brunete n.º 1. El Regimiento de Reconocimiento es el elemento de maniobra capaz de utilizar el movimiento rápido para atender a las acciones de reconocimiento, seguridad y combate de la División.

## Organización
El Grupo de Caballería Ligero Acorazado consta de Mando, Plana Mayor de Mando, Sección de Plana Mayor y tres Escuadrones Ligeros Acorazados dotados de Vehículos de Exploración (VEC con cañón de 25 mm), carros de combate (M-60A3TTS, actualmente en desuso, y morteros de 120 mm sobre TOAs M113A1 portamortero. El Grupo de Caballería Mecanizado está organizado en Mando, Plana Mayor de Mando, Sección de Plana Mayor, Escuadrón de Carros con M-60A3TTS y Escuadrón Mecanizado sobre TOAs M-113A1.

## Historia

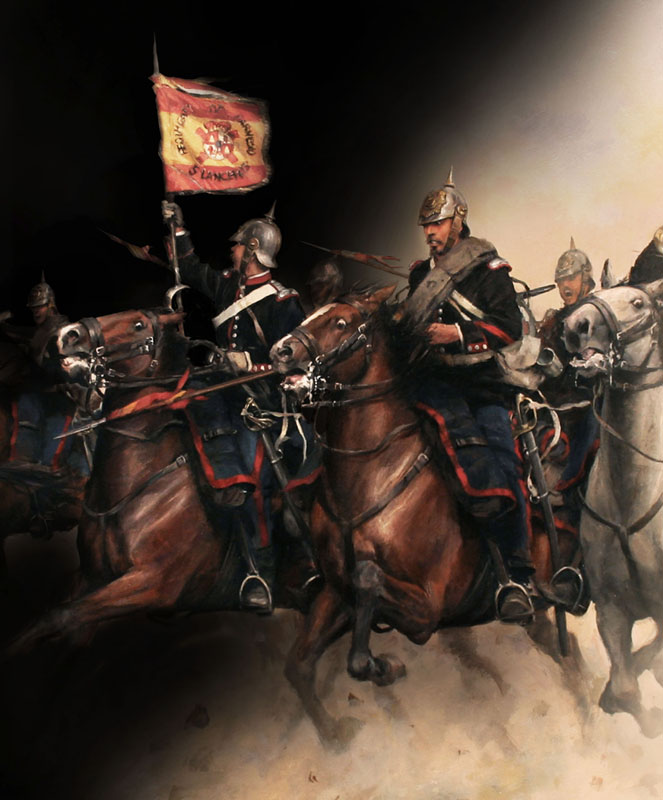
Farnesio, África 1861 por Augusto Ferrer-Dalmau.

Dice el auditor Juan Antonio Samaniego de la Serna en su obra "Disertación sobre la antigüedad de los Regimientos" (1732), que el actual RCR "Farnesio" 12 fue levantado por el príncipe de Hesse-Homburg y recibido al real sueldo el 7 de marzo de 1649, siendo su primer coronel el propio príncipe. Por esto se le considera la más antigua unidad de Caballería de Europa.
Se trata del landgrave Federico II de Hesse-Homburg, segundo príncipe de este landgraviato formado en 1633 por la separación de los distintos territorios que formaban el Estado de Hesse a principios del siglo XVII.
Posteriormente participaría en la mayoría de las guerras y campañas en las que España se ha visto forzada a intervenir, incluyendo misiones de paz.
Su transformación en Regimiento de Caballería Ligero Acorazado dependiente de la División Mecanizada Brunete n.º 1 tiene lugar a finales de 2002, con la concentración en la Base Militar "El Empecinado" de Santovenia de Pisuerga (Valladolid) de los Regimientos "Santiago" 1 y "Villaviciosa" 14, y los Núcleos de Control de Material "Almansa" 5 y "Farnesio" 12.
En esa fecha, se produce la activación del RCR "Farnesio" 12, con su correspondiente antigüedad de 7 de marzo de 1649, recogiendo además los historiales de las tres unidades antes citadas, que se declaran extinguidas el 1 de enero de 2003. Farnesio deja así la Brigada de Caballería «Jarama» I -disuelta asimismo el 14 de noviembre de 2002- para convertirse en la unidad de Caballería del Núcleo de Tropas de la División Mecanizada.
Con fecha 1 de noviembre de 2006, y en aplicación del Real Decreto 416/2006, por el que se establece la organización y despliegue del Ejército de Tierra, el RCR "Farnesio" 12 pasa a depender de la Brigada de Caballería "Castillejos" II, cuyo Cuartel General se encuentra en Zaragoza.
En la orden ministerial 3771/2008, de 10 de diciembre, el regimiento pasa a depender de las Fuerzas Pesadas como regimiento de caballería de reconocimiento que aportará los medios de reconocimiento de las tres brigadas pesadas. Con la reorganización aprobada en el año 2015, en virtud de la Orden DEF/1265/2015, de 29 de junio, se eliminaron las Fuerzas Pesadas y esta unidad paso a depender de la Brigada de Infantería Ligera "Galicia" VII (antigua brigada aerotransportable) a su vez adscrita a la recién creada División "Castillejos".

## Armamento
- Vehículo de Exploración de Caballería
- Blindado Medio sobre Ruedas
- Carro de Recuperación Búfalo
- Camiones Iveco M250, Pegaso 3055, 7217 y 7223, y URO MAT.
- Vehículos todo terreno Land Rover Santana Aníbal, Nissan Patrol modelos MC-4 y ML-6, y ambulancias Iveco Pegaso 4x4.
- VAMTAC
- VERT
- VRCC(vehículo reconocimiento caballería centauro) Centauro B1

## Uniforme de época
Tal como figura en la Memoria sobre la Organización y Estado del Ejército en 1º de enero de 1860, los lanceros vestían de forma análoga a los coraceros, pero con pantalón gris celeste, distinguiéndose cada regimiento por el color de la banderola de las lanzas, blanco en este caso.
Iban armados de lanza y sable semirrecto modelo de 1840.